# Chuck Close
Chuck Close (Monroe, 5 luglio 1940 – New York, 19 agosto 2021) è stato un pittore e fotografo statunitense, noto per le tecniche usate per dipingere il volto umano.
È meglio conosciuto per i suoi ritratti fotorealistici di grande dimensione.
Ha raggiunto la fama mondiale come pittore iperrealista grazie ai suoi quadri, che hanno offuscato in modo creativo la distinzione tra fotografia e pittura. Nonostante un collasso dell'arteria vertebrale nel 1988 lo avesse lasciato gravemente paralizzato, ha continuato a dipingere e produrre opere ricercate da musei e collezionisti.

## Biografia
Chuck Close nasce a Monroe, Washington, il 5 luglio 1940 da genitori artisti, Leslie Duward Close e Mildred Wagner, che hanno sempre mostrato un grande supporto nei suoi confronti.
Per il primo decennio della sua vita, l'infanzia è stata più o meno stabile fin quando, all'età di 11 anni, la tragedia lo colpì: suo padre morì e sua madre si ammalò di cancro al seno. Anche la sua salute prese una brutta piega; infatti, sin da bambino soffriva di una condizione neuro muscolare che gli rendeva difficile sollevare i piedi e di nefrite, che lo teneva fuori dalla scuola per la maggior parte del tempo. Anche quando era a scuola, non eccelleva a causa della sua dislessia, che all'epoca non era stata diagnosticata. Tuttavia, egli ha continuato ad approfondire il suo amore per la pittura e l'arte in generale.
Close ha frequentato l'Everett Community College nel 1958-1960. Notevole eccentrico locale, John Patric fu una delle prime influenze intellettuali anti-establishment su di lui e un modello per la persona dell'artista che egli imparò a proiettare negli anni successivi.
Nel 1962 Close ha ricevuto il suo B.A. dall'Università del Washington a Seattle. A seguire, vinse un'ambita borsa di studio alla Yale Summer School of Music and Art, e l'anno successivo entrò presso l'Università di Yale, dove ottenne il suo MFA nel 1964. Tra i suoi compagni di classe a Yale ricordiamo Brice Marden, Vija Celmins, Janet Fish, Richard Serra, Nancy Graves, Jennifer Bartlett, Robert Mangold e Sylvia Plimack Mangold. Immerso pesantemente nel mondo astratto, Close ha cambiato radicalmente la sua attenzione a Yale, optando per quello che sarebbe diventato il suo stile caratteristico: il fotorealismo. Usando un processo che è arrivato a descrivere come "lavoro a maglia"; inoltre, ha creato Polaroid di modelli di grande formato che ha poi ricreato su tele di grandi dimensioni.
Dopo Yale, ha studiato presso l'Accademia di belle arti di Vienna con una borsa di studio Fulbright. Tornato negli Stati Uniti, ha lavorato come insegnante d'arte presso l'Università del Massachusetts; in questo momento rifiutò gradualmente gli elementi dell'Espressionismo astratto che avevano inizialmente caratterizzato il suo lavoro.
Uno dei suoi soggetti più noti era di un altro giovane talento artistico, il compositore Philip Glass, di cui Close ne fece un ritratto e lo mostrò nel 1969. Da allora è diventato uno dei suoi pezzi più riconosciuti. In seguito ha dipinto il coreografo Merce Cunningham e l'ex presidente Bill Clinton, tra gli altri.
Negli anni settanta il lavoro di Close è stato mostrato nel mondo e nelle migliori gallerie d'arte diventando, così, uno dei maggiori artisti contemporanei.
Come riconoscimento del suo apporto al panorama artistico statunitense Close è stato insignito di varie onorificenze. Tra le quali si possono senz'altro nominare la National Medal of Arts, la New York State Governor's Art Award, e la Skowhegan Arts Medal. In aggiunta a queste importanti attestazioni si uniscono le numerose lauree honoris causa di università sparse su tutto il suolo americano ed estero. A seguito dei suoi lavori incentrati sulla ritrattistica presidenziale, tra cui la foto al Presidente Obama, sarà proprio da quest'ultimo appuntato dell'importante attestato del President's Committee on the Arts and Humanities nel 2010. Si è dimesso dal Comitato nel 2017, firmando una lettera di dimissioni che diceva in riferimento al presidente Donald Trump: "Ignorare la tua retorica odiosa ci avrebbe reso complici delle tue parole e azioni".
Nel 2005 il compositore Philip Glass ha scritto un ritratto musicale di Close. La composizione, un pezzo di 15 minuti per pianoforte solo, è stata un'idea di Bruce Levingston, un concertista, che l'ha commissionata attraverso la Première Commission e che ha eseguito il pezzo in un recital alla Alice Tully Hall quell'anno.

## Stile artistico ed evoluzione
La maggior parte dei suoi primi lavori sono ritratti di grandi dimensioni basati su fotografie, utilizzando il fotorealismo o l'iperrealismo, di familiari e amici e spesso di altri artisti. In un'intervista con Phong Bui su The Brooklyn Rail, Close descrive un primo incontro con un dipinto di Jackson Pollock al Seattle Art Museum:
"Sono andato al Seattle Art Museum con mia madre per la prima volta quando avevo 14 anni. Ho visto questa pittura gocciolante di Jackson Pollock con vernice di alluminio, catrame, ghiaia e tutto il resto. Ero assolutamente indignato, disturbato. Era così lontano da ciò che pensavo fosse l'arte. Tuttavia, entro 2 o 3 giorni, stavo gocciolando vernice in tutti i miei vecchi dipinti. In un certo senso ho inseguito quell'esperienza da allora."
La prima mostra personale di Close includeva una serie di enormi ritratti in bianco e nero che aveva meticolosamente trasformato da piccole fotografie a dipinti colossali. Ha riprodotto e ingrandito sia i difetti meccanici della fotografia - sfocatura e distorsione - sia i difetti del volto umano: occhi iniettati di sangue, capillari rotti e pori dilatati; questo perché, secondo quanto affermato dall'artista:
“Il viso di una persona è la carta stradale della sua vita. Se l’affronta con atteggiamento positivo le rughe sono quelle che si formano quando si sorride. Allo stesso modo è subito palese quando invece la vita la si passa imbronciati”.
La scelta di dipingere ritratti deriva dalla prosopagnosia, nota anche come cecità facciale, che gli rende difficile riconoscere i volti. Dipingendoli egli è in grado di riconoscere e ricordare meglio i volti.
Nel corso della sua carriera, ha continuato a concentrarsi sui ritratti, dal collo in su, basati sulle fotografie che aveva scattato. Queste immagini rappresentano una visione molto umana e imperfetta dei soggetti, ma presentano anche una visione piuttosto grandiosa e iconica dei soggetti, data la qualità monumentale e conflittuale delle opere. Anche altri pittori come Richard Estes, Denis Peterson, Audrey Flack, spesso lavoravano da immagini fisse fotografiche per creare dipinti che sembravano essere fotografie.
Durante gli anni settanta e ottanta, iniziò a usare il colore e a sperimentare una varietà di mezzi e tecniche così varie come inchiostro, grafite, pastello, acquerello, pittura con le dita e inchiostro per timbri su carta; tecniche di incisione, come Mezzotint, acquaforte, xilografie, incisioni su linoleum e serigrafie; oltre a collage di carta fatti a mano, fotografie Polaroid, dagherrotipi e arazzi jacquard.
Per realizzare la maggior parte dei suoi dipinti, egli ha sovrapposto una griglia alla fotografia e poi ha trasferito una griglia proporzionale alle sue gigantesche tele. Ha quindi applicato la vernice acrilica con un aerografo e ha raschiato via l'eccesso con una lama di rasoio per riprodurre le sfumature esatte di ciascuna griglia nella foto. Imponendo tali restrizioni, sperava di scoprire nuovi modi di vedere e creare. Le sue prime tecniche con l'aerografo hanno ispirato lo sviluppo della stampante a getto d'inchiostro.

Per la realizzazione di questa tecnica, Close usava solo ciano, magenta e giallo e applicava uno strato di colore alla volta sulla tela. Ha sviluppato una delle sue tecniche più innovative per la sua "serie di impronte digitali", in cui ha inchiostrato il pollice e l'indice e li ha premuti sulla tela per ottenere una sottile gamma di grigi. Visti da vicino, si possono facilmente vedere i motivi a spirale delle sue impronte digitali; da lontano il metodo non è identificabile e le impronte digitali si combinano per creare un insieme illusionistico. Proprio questa tensione tra bidimensionalità e realtà tridimensionale costituisce l'elemento più interessante di Close, come spiega egli stesso:
"Mi affascina il gioco continuo fra artificiale e reale, tra la piattezza della superficie e la plasticità del volto ritratto".
Negli anni novanta ha sostituito i minimi dettagli dei suoi primi dipinti con una griglia di piastrelle imbrattate con forme ellittiche e ovoidali colorate. Vista da vicino, ogni piastrella era di per sé un dipinto astratto; viste da lontano, le piastrelle si uniscono per formare una decostruzione dinamica del volto umano.
Nel 1988 un coagulo di sangue spinale lasciò Close quasi completamente paralizzato e confinato su una sedia a rotelle. L'artista, tuttavia, non abbandona la sua attività e continua a dipingere, dapprima tenendo il pennello tra i denti, successivamente con un dispositivo porta spazzole legato al polso e all'avambraccio.

Close ha continuato a sperimentare con i ritratti all'inizio del XXI secolo, creando una serie di grandi dagherrotipi, una prima forma di fotografia. Il suo lavoro ha continuato ad apparire in mostre e molti importanti musei hanno acquisito i suoi pezzi per le loro collezioni. Nel 2018, tuttavia, la National Gallery of Art di Washington, D.C., ha annunciato che stava cancellando una sua prossima mostra tra accuse di cattiva condotta sessuale da parte di molti dei suoi potenziali modelli. Sebbene si sia scusato per i commenti inappropriati, Close ha negato qualsiasi azione illecita. A tal proposito, a difesa delle sue azioni, ha dichiarato:
"L'ultima volta che ho guardato, il disagio non era un'offesa grave", "Non ho mai ridotto nessuno alle lacrime, nessuno è mai scappato da quel posto. Se ho messo in imbarazzo qualcuno o li ho fatti sentire a disagio, mi dispiace davvero, non volevo farlo".
Close ha ricevuto oltre 20 lauree honoris causa tra cui una dall'Università Yale. Nel 1990, è stato eletto all'Accademia Nazionale di Design come Accademico Associato, e nel 1992 è diventato Accademico a pieno titolo. L'ex sindaco di New York Michael Bloomberg ha nominato l'artista alla Commissione consultiva per gli affari culturali.

Nel 2010 è stato nominato da Obama al President's Committee on the Arts and Humanities. Si è dimesso dal Comitato presidenziale nell'agosto 2017, firmando una lettera di dimissioni che diceva in riferimento al presidente Donald Trump: 
"Ignorare la tua retorica odiosa ci avrebbe reso complici delle tue parole e azioni".

## Esposizioni
La prima mostra personale di Close, tenutasi nel 1967 presso l'Università del Massachusetts Art Gallery, Amherst, comprendeva dipinti, rilievi dipinti e disegni basati su fotografie di copertine di dischi e illustrazioni di riviste. La mostra ha catturato l'attenzione dell'amministrazione universitaria che l'ha prontamente chiusa, additando come oscena la nudità maschile presentata in alcune sue fotografie. L'American Civil Liberties Union (ACLU) e l'American Association of University Professors (AAUP) sono intervenute in difesa di Close e dei suoi lavori dando avvio ad un caso giudiziario storico per quanto riguarda la censura e la libertà d'espressione artistica. Il giudice della Corte Suprema del Massachusetts preposto al caso dopo un lungo dibattito anche esterno alle sedi del tribunale deliberò a favore dell'artista e contro l'università. Quando l'università fece appello, Close scelse di non tornare a Boston, per prendere le sue parti e alla fine la decisione fu annullata da una corte d'appello. Molti anni dopo lui stesso fu insignito di un dottorato honoris causa in arti dall'Università del Massachusetts nel 1995.
Close attribuisce al Walker Art Center di Minneapolis e al suo allora direttore Martin Friedman il merito di aver lanciato la sua carriera nel 1969 acquistando quella che diventerà una delle sue opere più iconiche, Big Self-Portrait (realizzato tra il 1967 e il 1968), il primo dipinto che ha venduto.
Nel 1970, invece, riesce ad allestire con successo la sua prima mostra personale a New York presso la Bykert Gallery. Mentre altri suoi progetti su stampa furono centro di una mostra, dal nome "Projects" al Museum of Modern Art nel 1972. Nel 1979 l'importante istituzione della Whitney Biennial include nell'esposizione alcuni suoi lavori e l'anno successivo i suoi ritratti sono stati oggetto di una mostra al Walker Art Center. Da allora è stato protagonista di oltre 150 mostre personali, tra cui una serie di importanti retrospettive museali.
Nel 1997 decise di annullare bruscamente una sua grande mostra prevista al Metropolitan Museum of Art, cosicché per rimediare all'inconveniente il Museum of Modern Art annunciò che avrebbe presentato un'importante retrospettiva del lavoro dell'artista nel 1998 (a cura di Kirk Varnedoe e successivamente esposta anche alla Hayward Gallery di Londra e altre gallerie nel 1999).
Nel 2003 la Blaffer Gallery dell'Università di Houston presentò una rassegna delle sue stampe, che l'anno successivo fu portata al Metropolitan Museum of Art di New York.
La sua retrospettiva più recente - "Chuck Close Paintings: 1968/2006", al Museo Nacional Centro de Arte Reina Sofia di Madrid nel 2007 - è stata proposta con successo anche al Ludwig Forum für Internationale Kunst di Aquisgrana, in Germania, e al Museo dell'Ermitage di San Pietroburgo, Russia.
Ha anche partecipato a quasi 800 mostre collettive, tra cui: la Biennale di Venezia (1993, 1995, 2003) e la Carnegie International (1995)
Nel 2013 i lavori più recenti di Close furono presentati in una mostra al White Cube Bermondsey, Londra, sotto l'evocativo titolo di "Processo e collaborazione" , dove si mostrava non solo un numero di stampe e dipinti finiti, ma includeva anche lastre, xilografie e stampini in mylar che venivano usati per produrre un certo numero di stampe.
Nel dicembre 2014 ebbe luogo una nuova esposizione in Australia al Museum of Contemporary Art di Sydney.
Nel 2016 le sue opere furono oggetto di una retrospettiva allo Schack Art Center di Everett, di Washington.

## Opere d'arte
- Big Nude, 1967;
- Big Self-Portrait, 1967–1968;
- Maquette for "Self-Portrait", 1968;
- Nancy, 1968;
- Richard, 1969;
- Joe, 1969;
- Frank, 1969;
- Phil, 1969;
- Bob, 1969-1970;
- Keith, 1970;
- Kent, 1970-1971;
- Susan, 1971;
- John, 1971-1972;
- Nat/Watercolor, 1972;
- Keith/Mezzotint, 1972;
- Leslie/Watercolor, 1972-1973;
- Self-Portrait/58,424, 1973;
- Robert/104,072, 1973-1974;
- Self-Portrait, 1975;
- Chris, 1974;
- Don N., 1974;
- Barbara, 1974;
- Linda, 1975-1976;
- Klaus/Watercolor, 1976;
- Self-Portrait/Watercolor, 1976-1977;
- Self-Portrait, 1977;
- Self-Portrait/White Ink, 1978;
- Linda/Pastel, 1977;
- Linda/Eye Series, Five Drawings, 1977;
- Mark, 1978-1979;
- Large Mark pastel, 1978-79;
- Leslie/Pastel, 1977;
- Selections from the Ray series, 1979;
- Drawing for Phil/Rubberstamp, 1976;
- Phil/Watercolor, 1977;
- Phil Fingerprint/Random, 1979;
- Phil, 1980;
- Phil/Fingerprint, 1980;
- Self-Portrait/Conte Crayon, 1979;
- Keith/Square Fingerprint Version, 1979;
- Self-Portrait/Composite/Nine Parts, 1979;
- Self-Portrait / Composite / Six parts, 1980;
- Stanley (Small Version), 1980;
- Stanley (Large Version), 1980–81;
- Keith II, 1981;
- Phil II, 1982;
- Georgia/Collage, 1982;
- Georgia, 1984;
- Jud/Collage, 1982;
- Phyllis/Collage, 1983–1984;
- Self-Portrait Manipulated, 1982;
- Self-Portrait/String, 1983;
- Gwynne/Watercolor, 1982;
- John/Progression, 1983;
- John/Fingerpainting, 1984;
- Georgia/Fingerpainting, 1984;
- Leslie/Fingerpainting, 1985–86;
- Leslie/Watercolor II, 1986;
- Leslie, 1986;
- Fanny/Fingerpainting, 1985;
- Laura I, 1984;
- Bertrand II, 1984;
- Laura Triptych, 1984;
- Mark Diptych II, 1984;
- Anthurium, 1987;
- Sunflower Triptych (alive), 1987;
- Self-Portrait, 1986;
- Self-Portrait, 1987;
- Lucas I, 1986–1987;
- Lucas II, 1987;
- Alex I, 1987;
- Francesco I, 1987–1988;
- Francesco II, 1988;
- Cindy I, 1988;
- Cindy II, 1988;
- Alex I, 1987;
- Janet, 1989;
- Elizabeth, 1989;
- Judy, 1990;
- Bill, 1990;
- Bill II, 1991;
- Eric, 1990;
- April, 1990–91;
- Lucas, 1991;
- Alex, 1990;
- Alex, 1991;
- Self-Portrait, 1993;
- Janet, 1992;
- John, 1992;
- John II, 1993;
- John II, 1993;
- Paul, 1994;
- Roy I, 1994;
- Roy II, 1994;
- Kiki, 1993;
- Dorothea, 1995;
- Lorna, 1995;
- Self-Portrait, 1995;
- Georgia, 1996;
- Robert, 1997;
- Self-Portrait I, 1995;
- Self-Portrait ll, 1995;
- Self-Portrait, 1997;
- Alex/Reduction Print, 1993;
- John, 1998;
- Alex, 1991;
- Lucas/Woodcut, 1993;
- Self-Portrait (detail), 1988;
- Self-Portrait, 1992;
- Self-Portrait/Spitbite/White on Black, 1997;
- Phil/Spitbite, 1995;
- Mark, 1997;
- Julie, 1997;
- Willem, 1997;
- Bill, 1996;
- Judy, 1997;
- Jasper, 1997–98;
- Lyle, 1999;
- Robert, 1999;
- Arne, 1999-2000;
- Self-Portrait, 2000-2001;
- Robert II, 2001;
- Self-Portrait/Scribble/Etching Portfolio, 2000;
- Self-Portrait/Scribble/Etching Portfolio Final Print, 2000;
- Self-Portrait/Scribble/Etching, 2001;
- Lyle, 2000;
- Emma, 2000;
- Emma, 2002;
- Untitled Torso Diptych (left panel), 2000;
- Untitled Torso Diptych, (right panel), 2000;
- Untitled Torso Diptych (left panel), 2000;
- Untitled Torso Diptych (right panel), 2000;
- Olivier, 2000;
- Robert, 2001;
- Phil, 2001;
- James, 2001;
- Self-Portrait I (Dots), 1997;
- Self-Portrait/Pulp, 2001;
- Paul IV, 2001;
- James, 2002;
- Lisa, 2002;
- Leslie, 2001–2002;
- Lyle, 2003;
- Andres, 2003;
- Inka, 2003;
- Herb, 2003–2004;
- Self-Portrait, 2002;
- Untitled Torso Diptych, 2003;
- Self-Portrait, 2004;
- Lynda, 2004;
- Self-Portrait, 2004–2005;
- Self-Portrait/Composite/Six Parts, 2005;
- Self-Portrait, 2005;
- Merce, 2005;
- Maggie, 2005–2006;
- Nat, 2005–2006;
- Self-Portrait, 2006;
- Self-Portrait/Color, 2007;
- President Bill Clinton, 2006;
- Georgia, 2006–2007;
- Shirley, 2007;
- Self-Portrait, 2006–2007;
- Zhang Huan I, 2008;
- Zhang Huan II, 2008–2009;
- James II, 2007–2008;
- Self-Portrait I, 2009;
- Self-Portrait II, 2009–2010;
- Self-Portrait III, 2009;
- Brad, 2012;
- Willem, 2012;
- Roy, 2011;
- Lou, 2012;
- Lucas, 2011;
- Self-Portrait/Five Part, 2009;
- Cecily/Felt Hand Stamp, 2012;
- Nat/Felt Hand Stamp, 2011;
- Kara/Felt Hand Stamp, 2012;
- Mark/Felt Hand Stamp, 2012;
- Self-Portrait (Yellow Raincoat), 2013;
- Cindy, 2012;
- Sienna, 2012;
- Zhang Huan II, 2013;
- Self-Portrait II, 2010;
- Kara, 2010;
- Kara I, 2012;
- Laurie, 2011;
- Aggie, 2011;
- Self-Portrait I, 2011;
- Self-Portrait III, 2012;
- Phil, 2011–2012.